# Torviscosa
Torviscosa – miejscowość i gmina we Włoszech, w regionie Friuli-Wenecja Julijska, w prowincji Udine.
Według danych na rok 2004 gminę zamieszkiwały 3232 osoby, 67,3 os./km².

## Miasta partnerskie
- Champ-sur-Drac